# Michael Berryman
Michael John Berryman (4 de Setembro de 1948, Los Angeles, Califórnia) é um ator estadunidense mais conhecido por seus trabalhos em filmes de terror.

## Carreira
Michael Berryman, construiu um extenso currículo, muito por retratar personagens assustadores e intimidantes. Desde um motoqueiro mutante em "Mulher Nota Mil" (Weird Science) (1985), até mesmo o próprio Diabo em um episódio na série de televisão americana dos anos 1980 "O Homem Que Veio Do Céu" (Highway to Heaven).
Ele participou de três episódio da franquia Star Trek, e é também um dos favoritos do diretor Rob Zombie, tendo aparecido em seus filmes "Rejeitados pelo Diabo" (The Devil's Rejects) (2005) e em "As Senhoras de Salem" (The Lords of Salem) (2012).
Mas ele e mais provavelmente conhecido por seu papel como o personagem "Pluto" no filme de Wes Craven "Quadrilha de Sádicos" (The Hills Have Eyes) (1977). Considerado um cult entre os entusiastas de filmes de terror, gerou duas continuações uma em 1985 e a outra em 1995 e dois remakes separados em 2006 e 2007.

## Filmografia parcial
- 2012 - As Senhoras de Salem (The Lords of Salem)
- 2011 - Terror Abaixo de Zero (Below Zero)
- 2009 - Sangue na Neve (Necrosis)
- 2007 - Ed Gein – O Assassino de Plainfield (Ed Gein: The Butcher of Plainfield)
- 2006 - Encontro Com A Morte (Penny Dreadful)
- 2005 - Rejeitados pelo Diabo (The Devil's Rejects)
- 2000 - Produção Independente (The Independent)
- 2000 - Kenan & Kel: Duas Cabeças Pensam Melhor do que Nenhuma (Two Heads Are Better Than None)
- 1996 - Duro de Espiar (Spy Hard)
- 1996 - Mojave - Sob o Luar do Deserto (Mojave Moon)
- 1994 - O Corvo (The Crow)
- 1994 - Double Dragon
- 1991 - O Portal do Tempo / Príncipe Guerreiro 2 (Beastmaster 2: Through the Portal of Time)
- 1990 - Solar Crisis
- 1987 - Os Barbaros (The Barbarians)
- 1986 - Jornada nas Estrelas IV - A Volta para Casa (Star Trek IV: The Voyage Home)
- 1985 - Inferno ao Vivo (Inferno in diretta)
- 1985 - Quadrilha de Sádicos 2 (The Hills Have Eyes Part II)
- 1985 - A Máquina do Outro Mundo (My Science Project)
- 1985 - Mulher Nota 1000 (Weird Science)
- 1984 - Convite Para o Inferno (Invitation to Hell)
- 1981 - Bênção Mortal (Deadly Blessing)
- 1977 - Quadrilha de Sádicos (The Hills Have Eyes)
- 1975 - Um Estranho no Ninho (One Flew Over the Cuckoo's Nest)